# Bill Lawrence
William Van Duzer Lawrence IV (Ridgefield, Connecticut, 1968. december 26.) amerikai forgatókönyvíró, producer és rendező. Saját produkciós céget üzemeltet Doozer néven. Ez a név szójáték Lawrence középső nevével.

## Pályafutása
A College of William & Mary tanulójaként diplomázott. Először a rövid életű Billy című vígjátéksorozat egyik írója volt. A kis gézengúz, Jóbarátok és A dadus című sitcomok írója is volt.
Első sorozata készítőként a Kerge város volt, amelyet Gary David Goldberggel együtt készített. A műsor hat évadot élt meg, és egy Emmy-díjat, illetve négy Golden Globe-díjat nyert.
Következő sorozata a Dokik volt, amelyet 2001-ben készített. A műsor egy Peabody-díjat, illetve két Emmy-díjat nyert.
A Clone High című rajzfilmsorozat egyik készítője volt, Phil Lorddal és Christopher Millerrel együtt. A sikertelen Nobody's Watching című pilótaepizódot is ő készítette.
A Született szinglik című egykamerás sitcom egyik készítője volt. A műsort 2009-től 2012-ig az ABC vetítette, 2013-ban pedig átköltözött a TBS-re.
A Ground Floor című vígjátéksorozat egyik készítője és vezető producere volt. A Túlélni Jacket és Megdönthetetlen című szitkomok vezető producereként is szolgált. A Ground Floor sorozatot két évad után eltörölték. 2014-ben Lawrence és a Megdönthetetlen szereplőgárdájának négy tagja tartott egy stand-up comedy turnét a műsor reklámozása érdekében. A Megdönthetetlen című műsort három évad után eltörölték.
A Csúcsformában tévésorozat egyik forgatókönyvírója volt, azonban a műsort egy évad után eltörölték.
2017-ben elkezdett készíteni egy új sorozatot Spaced Out címmel. A Whiskey Cavalier vezető producere.
2022-ben szerződést kötött a Warner Bros. Television Grouppal.

## Magánélete
Első felesége Megyn Price televíziós színésznő volt. 1999-ben vette feleségül Christa Miller színésznőt.  Három közös gyermekük van. Miller szerepelt a Dokik, a Clone High és a Született szinglik című sorozatokban.
Lawrence Sarah és William Van Duzer Lawrence dédunokája, akiknek az otthonából a Sarah Lawrence College lett.
2017. július 21-én Lawrence családjával együtt repülőgép-szerencsétlenséget szenvedett a New York-i East Riveren. A fedélzeten mindenki sérülések nélkül túlélte.

## Filmográfia
- Billy (1992, író)
- A kis gézengúz (1993, író)
- A dadus (két epizód, 1994, író)
- Jóbarátok (egy epizód, 1995, író)
- Champs (1996, író)
- Kerge város (1996-2002, társalkotó; 1996-2000, író és vezető producer)
- Dokik (2001-2010, alkotó, író, rendező és vezető producer)
- Clone High (2002-2003, társalkotó, író és vezető producer)
- Született szinglik (2009-2015, társalkotó Kevin Biegel-nel, író, rendező és vezető producer)
- Ground Floor (2013-2015, társalkotó, író és vezető producer)
- Túlélni Jacket (2014, vezető producer)
- Megdönthetetlen (2014-2016, vezető producer)
- Csúcsformában (2016, társalkotó, író és vezető producer)
- Életre ítélve (2018, vezető producer)
- Whiskey Cavalier (2019, vezető producer)
- Ted Lasso (2020-tól jelenleg, társalkotó, író és vezető producer)
- Head of the Class (2021, vezető producer)
- Bad Monkey (TBA, író és vezető producer)
- Shrinking (TBA, társalkotó és vezető producer)